# Voitucar
Voitucar war eine britische Automarke.

## Unternehmensgeschichte
Das Unternehmen begann 1900 mit der Produktion von Automobilen. Der Markenname lautete Voitucar. Im gleichen Jahr endete die Produktion.

## Fahrzeuge
Das einzige Modell war ein Kleinwagen. Ein Einbaumotor von Motor Manufacturing Company mit 4,5 PS Leistung trieb das Fahrzeug an. Die Karosserie mit zwei Sitzen bot zwei weitere Notsitze. Beworben wurde das Fahrzeug als best English carriage building.